# President’s Cup 2024
Der President’s Cup 2024 war ein Tennisturnier der ATP Challenger Tour 2024 für Herren und ein Tennisturnier des ITF Women’s World Tennis Tour 2024 für Damen in Astana. Das Herrenturnier fand vom 15. bis 21. Juli, das Damenturnier vom 22. bis 28. Juli 2024 statt.